# Abd al-Qádir
Abd el-Qáder el argelino (en árabe: عبد القادرالجزائري‎, romanizado: ʿabd al-qādir al-ŷazā’irī; El Guettana, 6 de septiembre de 1808-Damasco, 26 de mayo de 1883) fue un emir, jefe militar y religioso argelino. Está considerado el fundador de la nación argelina, líder de la resistencia frente a la ocupación francesa y creador de un estado moderno. Fue también escritor, poeta, sufí y estudioso de la obra del gran maestro de origen andalusí Ibn Arabi. La nota necrológica que The New York Times publicó tras su fallecimiento en 1883 le calificaba como uno de los dirigentes más capaces del siglo XIX.

## Biografía

### Infancia y aprendizaje
Nació en la Guetna del Oued al Hammam a 20 km de Mascara en la región de Orán, en aquel tiempo bajo dominación otomana. Su familia, una de las más destacadas dentro de la tribu de los Banu Háshim, contaba con una genealogía que se remontaba al profeta Mahoma.
Dotado de unas extraordinarias capacidades y de una inteligencia precoz, recibió desde niño una esmerada educación bajo la dirección de sus padres. Su madre Lalla Zohra, una mujer cultivada a la que se sintió especialmente unido toda su vida, le enseñó a leer y a escribir. 
Su padre, Muhy al Din ibn Mustafa al Hassani, muqaddam de la Qadiriyya le iniciará en la vía sufí, vía que en adelante guiará todos los aspectos de su vida. Fue instruido en ciencias islámicas y a muy temprana edad alcanzará el grado de hafiz al haber memorizado el Corán y el hadiz. También aprendió filosofía, literatura, geometría, geografía, astronomía y farmacopea. Se interesó desde muy joven por la historia de los pueblos cristianos, la política y las ciencias europeas. Recibió instrucción de los hombres más notables de la región, como Si Ahmad Ben Tahar al Rify, quien le introdujo en el estudio de otras tantas materias ‘mundanas’ y de lo que los europeos denominaban ‘estrategia’, o Si Ahmad ben Jodja, conocido como uno de los grandes sabios del oeste argelino. Excelente orador, sobresalió también en disciplinas físicas como la gimnasia, la equitación o la caza. Fue un extraordinario jinete y gran amante de los caballos.
En 1825 junto a su padre realizó su primer viaje a Oriente. Visitará Orán, Túnez y Egipto, donde quedó vivamente impresionado por la labor de modernización llevada a cabo por Muhámmad Alí. Visitó también La Meca y Damasco donde conoció al sheij Jáled al-Naqshbandi y visitó por primera vez la tumba de Ibn ‘Arabi, al que consideró durante toda su vida su maestro espiritual. Siguieron viaje a Bagdad donde visitará la tumba de otro gran maestro del sufismo y epónimo de la Qadiriyya Abdul Qadir Gilani. De allí volvieron a La Meca, donde realizaron el hach o peregrinación. En 1829 regresa junto a su padre a la Guetna.

### Lucha contra la invasión francesa
Las tribus de la región occidental de Argelia se habían manifestado especialmente activas en su resistencia frente al dominio otomano. El padre de Abd el-Qáder era uno de sus cabecillas. En este clima de insurrección contra lo que las tribus consideraban la ocupación extranjera de los otomanos el escenario iba a cambiar rápidamente. En 1830 los franceses toman Argel y el bey de Orán se rinde ante los franceses al año siguiente. 
Las tribus se niegan a aceptar la autoridad de los nuevos ocupantes. El padre de Abd el-Qáder ya enfermo dará paso a su hijo. Las extraordinarias cualidades que este había demostrado hicieron que las tribus se unieran bajo su liderazgo: El 21 de noviembre de 1832 cuando contaba con 24 años le prestaran juramento de fidelidad (bay’a) y le proclaman sultán. Abd el-Qáder rechazará el título, que considera aplicable al jerife de Fez y adoptará el de emir. Al año siguiente morirá su padre.
Las constantes victorias del Emir en el campo de batalla concluirán en 1834 con la firma del tratado Desmichels por el que se reconoce la autoridad del Emir en el interior de Orán y la de Francia en las zonas costeras. La ambigüedad de los términos del tratado acabaron favoreciendo las posiciones de Abd el-Qáder.  Eso supuso un cierto descrédito para el general Desmichels que será sustituido por Trézel. Con Trézel las tropas francesas seguirán acumulando derrotas hasta el gran desastre que en 1835 supuso la batalla de Macta. Ante el rumbo que tomaban los acontecimientos Francia enviará a Thomas Robert Bugeaud, un militar de reconocido prestigio que había combatido en la Guerra de la Independencia Española y conocía bien la guerra de guerrillas que tan bien dominaba Abd el-Qáder.  El 6 de julio de 1836 Bugeaud vence a las tropas de Abd el-Qáder y el 30 de mayo de 1837 ambas partes firman el tratado de Tafna.  En virtud del tratado Abd el-Qáder conseguía un territorio más extenso que en el tratado Desmichels aunque siempre bajo la soberanía formal de Francia que además se reservaba el control de ciertos enclaves costeros.

### Creación de un Estado moderno
Tras el tratado de Tafna el Emir se dedicará a afianzar la lealtad de la tribus y a sentar las bases de un Estado. Como han señalado los J. Berque y A. Laroui, Abd el-Qáder creó un auténtico Estado en el sentido moderno del término.
Gran conocedor del pensamiento de Ibn Jaldún, tuvo siempre muy presente la tensión entre vida nómada y vida sedentaria. A lo largo de sus años de lucha contra los franceses tuvo que hacer frente a la inestable fidelidad de las tribus. Siempre declaró que su objetivo fue tanto superar los egoísmos tribales como reformar lo que consideraba la decadente herencia otomana.
Abd el-Qáder organizó un ejército, así como un sistema de plazas fuertes y fortificaciones defensivas. Instauró un sistema de recaudación de impuestos y llegó a acuñar moneda. Gran admirador de la medicina andalusí, planificó un sistema sanitario con equipos que incluían médicos y enfermeras. Planificó también un detallado sistema educativo dirigido a toda la población. Se proveyó de múltiples canales de información gracias a los cuales recibía puntualmente los periódicos franceses y se los hacía leer a su por aquel entonces amigo Léon Roches. La mayoría de sus súbditos judíos fueron empleados en la negociación y el comercio de armas que con base en Gibraltar mantenía con Gran Bretaña y Francia.  Sus propios adversarios han sabido destacar el trato que dispensó a los cautivos por motivos de guerra. Abd el-Qáder estableció un código humanitario aplicable al trato de los prisioneros. Muchos de ellos irán a visitarle personalmente cuando el emir se halle exiliado en Pau.
En un principio fijó la capital en Tagdemt antiguo centro cultural y político de la dinastía de los Banu Rustam. Más tarde en mayo de 1841 cuando el avance del ejército francés llegue hasta sus puertas, la capital será incendiada y abandonada por sus habitantes. Será entonces cuando Abd el-Qáder planifique su Smala, auténtica capital nómada del estado. Una organización donde las tiendas beduinas se organizan en círculos concéntricos. Todos tienen asignado un lugar preciso según un minucioso orden. En el centro de la Smala se situaba el jefe del estado, el Emir Abd el-Qáder.

### Reanudación de la lucha armada
Los términos del tratado de Tafna no eran claros y dieron lugar a nuevos desacuerdos. Según B. Étienne, el general Bugeaud había impuesto que el original fuera en francés y ordenó traducirlo al árabe por traductores franceses. Guardó el original en su poder y a su muerte el original fue destruido por su mujer. Hubo que esperar a los estudios de Yver y de Emerit para conocer que los franceses incumplieron los términos del tratado.
En 1839 los franceses lanzaron la ofensiva militar conocida como ‘Puertas de Hierro’. El emir lo consideró una violación del tratado y se reanudará la lucha armada entre ambos bandos. Bugeaud ejercerá una feroz represión contra la población sobre la que practicó la estrategia de tierra quemada y a la que sometió a constantes hambrunas. Según sus propias palabras, «no hay que correr tras los árabes, sino impedirles sembrar, recolectar, pastar».
Las victorias francesas empezaron a sucederse a partir de 1842. En 1847 asestaron un golpe decisivo al emir cuando por azar un oficial francés encontró la Smala. El 16 de mayo de 1843 las tropas francesas toman por sorpresa la capital nómada del Emir mientras este estaba ausente. Abd el-Qáder se refugiará en Marruecos con las escasas tropas que le seguían siendo fieles. No cesó en su lucha y llegó a alcanzar alguna victoria aislada como la de Sidi Ibrahim pero se hallaba al límite de sus fuerzas. Pidió protección al sultán de Fez pero este finalmente fue vencido por las tropas francesas en la batalla de Isly el 12 de agosto de 1844. En septiembre de 1844 Francia y el sultán de Marruecos firman el tratado de Tánger por el que fijaran las fronteras de Argelia. El emir Abd el-Qáder queda fuera del Tratado. Acorralado por el ejército francés dirigirá diferentes misivas a la reina de Inglaterra y a la reina de España en solicitud de protección sin obtener respuesta. Finalmente, tras retroceder a Argelia tras la derrota de Agueddin (1847) se rendirá el 23 de diciembre de 1848 ante el general Lamoricière. En el momento de la rendición, Abd el-Qáder obsequiará con su mejor caballo de guerra al general francés. Lamoricière dará su palabra al Emir de que podrá instalarse junto con su familia en tierras del Islam: Alejandría o San Juan de Acre.

### Relación con España
La poco conocida relación del emir con España ha sido rescatada por el profesor Miquel de Epalza. En la documentación obrante en el Archivo Histórico Nacional de Madrid constan los testimonios de las visitas que el Emir recibió de contemporáneos españoles, en su mayoría militares. Constan también las cartas que Abd el-Qáder dirigió a la reina Isabel II de España en solicitud de ayuda frente al asedio de las tropas francesas antes de su rendición en 1847. A pesar de que queda constancia del informe favorable del ministro de Estado y entonces presidente del Consejo de Ministros Joaquín Francisco Pacheco, la ayuda solicitada por el emir nunca llegó a materializarse.

### Exilio en Francia
Tras la rendición del emir, la II República no cumplió su promesa. Abd el-Qáder junto a su madre, sus tres esposas, sus hijos y el resto de su séquito, serán embarcados en la nave Asmodée en dirección a Toulon y de allí a Pau, donde serán instalados en el Fort Lamalgue, una fortaleza con unas muy precarias condiciones para alojar a los nuevos huéspedes. El emir permanecerá la mayor parte de su tiempo en su tienda. Según sus propias palabras un árabe en duelo jamás abandona su tienda.
Desde su llegada a Pau el emir escribirá incansablemente en protesta por la falta de palabra de los franceses y ante las precarias condiciones a las que se ve sometido. 
Su presencia atraerá a personalidades de todo tipo que acuden a entrevistarse con él. Finalmente, al cabo de seis meses las autoridades francesas ordenarán su traslado a Amboise. 
En 1848 llega al castillo de Amboise, donde todavía hoy se conserva expuesto su retrato. Allí él y su familia seguirán soportando difíciles condiciones: el frío, la humedad, el aislamiento, el acecho de enfermedades como la tuberculosis o el cólera, o la vigilancia de una apabullante escolta de seguridad sobre todas las actividades de su vida cotidiana. En Amboise perderán la vida 25 personas de su séquito, cuyas tumbas pueden visitarse actualmente en el jardín del castillo. Al igual que en Pau, el emir recibirá frecuentes visitas de diferentes personalidades de la sociedad francesa. Con ellos debatía e intercambiaba ideas sobre las cuestiones más variadas: literatura política, o filosofía, ciencia o religión. La sociedad francesa dará testimonio de su extensa erudición, de su inagotable curiosidad y de su nobleza de carácter. El emir se convertirá en un prisionero muy amado por Francia. Cuando en 1852 abandonó Amboise, igual que había ocurrido en Pau, la población despidió a sus huéspedes con afecto y estimación. 
Napoleón III, gran admirador del emir, consideró un asunto de honor cumplir la palabra dada y permitirle exiliarse en Oriente. El 16 de octubre de 1852 anuncia al Emir su liberación y la concesión de una cuantiosa pensión. El Emir se compromete a no volver a presentar resistencia alguna frente a los franceses.  Más tarde, en 1865 Napoleón III albergaría la idea de un reino árabe unido bajo soberanía francesa con el Emir al frente. Abd el-Qáder rechazó dicha proposición.

### En Damasco
Tras asistir en París a los actos de proclamación del Segundo Imperio invitado por Napoleón III, Abd el-Qáder y su séquito partirán del puerto de Marsella en dirección a Estambul. En 1853 se instalan en Bursa. En 1855 con motivo del terremoto que sacude la ciudad, abandonará Turquía y se instalará definitivamente en Damasco. Solo se ausentará con motivo de algunos viajes. En 1863 realizará una nueva peregrinación a La Meca, en 1867 viajará a París para asistir a la Exposición Universal de París. También viajará a Jerusalén, Estambul, Europa y Egipto. 
La elección de Damasco, donde iba a residir cerca de 28 años, estuvo íntimamente ligada a la figura de Ibn ‘Arabi. Lo primero que hizo el emir al llegar a Damasco fue visitar su tumba, situada a los pies del monte Qasiún. Además se instalará junto con toda su familia en la casa que había ocupado el gran maestro andalusí hasta su muerte en 1240. En Damasco reparte su tiempo entre su familia, el estudio y la enseñanza. Cada día se reunía con su círculo de estudiantes más cercano con quienes comentaba las Futuhat al-Makiyya de Ibn ‘Arabi y su propio Kitab al-mawaqif. En la Gran Mezquita de Damasco continuaba su enseñanza con los estudiantes que allí acudían. Sin embargo Abd el-Qáder no permaneció aislado de lo que sucedía a su alrededor.

### Los sucesos de 1860
Los otomanos siempre consideraron a los cristianos de Oriente como el puente que utilizaban las potencias europeas para su penetración en la región. Esa tensión acabó por estallar en los enfrentamientos del monte Líbano que tuvieron lugar entre drusos y maronitas en 1860. Los incidentes desembocaron en una masacre de los cristianos residentes en Damasco. La intervención del Emir apoyado por la comunidad de argelinos residentes en Damasco logró salvar la vida a un número considerable de los cristianos residentes en Damasco. Por estos hechos recibió numerosos reconocimientos. El Gobierno francés le concedió la Gran Cruz de la Legión de Honor y le aumentó la pensión; Abraham Lincoln le regaló un par de pistolas expuestas hoy en el Museo de Argel, Gran Bretaña le regaló un fusil con incrustaciones de oro, el Vaticano le otorga la Orden de Pius IX; Rusia le concederá la Gran Cruz del Águila Blanca Rusa, el Imperio Otomano le concede la orden de Medjidie, Primera Clase. El gran héroe del Cáucaso, el Imam Shamil, exiliado entonces en Rusia le dirigió una emotiva carta en reconocimiento por su intervención.

### Canal de Suez
Abd el-Qáder fue amigo personal de Ferdinand de Lesseps. Se conocieron en 1848 cuando Lesseps era embajador en Madrid y visitó al Emir, entonces exiliado en Pau. Abd el-Qáder se interesó desde el principio en el proyecto del Canal y se hizo informar de todos sus detalles técnicos. Lesseps le pedirá ayuda para convencer a la población de los países musulmanes de los beneficios que les aportaría a ellos también la construcción del Canal. Convencido de la bondad del proyecto y de la necesidad que tenía el oriente musulmán de una modernización técnica, el Emir Abd el-Qáder y su amigo y biógrafo Churchill jugarán un papel decisivo en la construcción del Canal. El 17 de noviembre de 1869 Abd el-Qáder asistirá a la inauguración del Canal de Suez.

### Relación con la francmasonería
El emir mantuvo estrechas relaciones con destacados miembros de la francmasonería. Llegó a ser iniciado en la logia de ‘Las Pirámides’ de Alejandría y visitó en 1865 la logia Henri IV de París.

### Muerte y legado

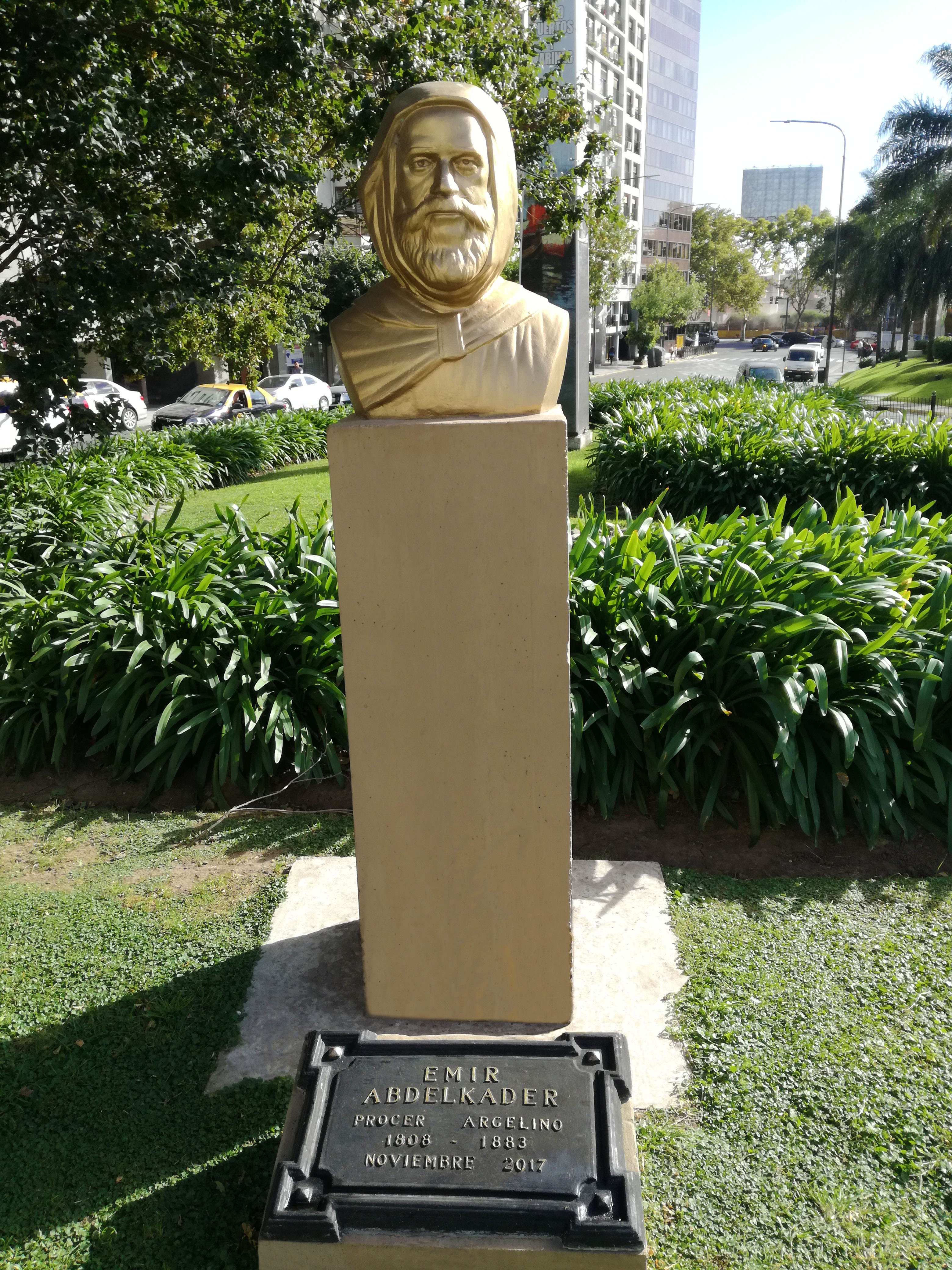
Monumento al Emir Abd al-Qádir en Buenos Aires, Argentina, obra del escultor Mohamed Ourradi

Murió en Damasco el 26 de mayo de 1883 a los 75 años de edad. Fue enterrado junto a la tumba de Ibn Arabi. En 1966, una vez alcanzada la independencia, Argelia reclamará sus restos, que serán trasladados al cementerio El Alia de Argel, en la zona reservada a los mártires de la resistencia argelina.
Además de hombre de acción, el emir Abd el-Qáder fue un prolífico escritor. Dejó una considerable obra escrita que abarca temas variadísimos, desde la ingente correspondencia que escribió a lo largo de toda su vida, pasando por tratados de contenido militar, obras de contenido religioso, espiritual y una destacada obra poética. 
La obra poética del Emir merece especial atención a pesar de ser una de sus facetas a las que menos atención se ha prestado. En España ha sido estudiada por los profesores Martínez Montávez y Juan Vernet.
El adagio sufí “estar en el mundo sin ser del mundo” describe a la perfección la vida del emir Abd el-Qáder. El compromiso y la acción de toda su vida estuvieron siempre orientados según los ideales del sufismo. Fue iniciado al menos en cuatro tariqas o escuela sufíes, la Qadiriyya, la Naqshbandiyya, la Shadhiliyya y la Mevleví.  Sin el sufismo no es posible entender su vida ni su pensamiento. Kitab al-mawaqif es su obra más importante dedicada al sufismo. 
Fue además un profundo conocedor de la obra de Ibn ‘Arabi y el primer editor moderno de su obra: rescató los manuscritos originales existentes en Konya incluyendo los 37 volúmenes de su monumental Futuhat al-makkiyya. Será sobre estos manuscritos sobre los que realizará su labor de recopilación e investigación Osman Yahya.
La ciudad estadounidense de Elkader (Iowa) fue nombrada en su honor.